# Jan Verheyen
Jan Verheyen (9 de juliol de 1944) és un exfutbolista belga.

## Selecció de Bèlgica
Va formar part de l'equip belga a la Copa del Món de 1970.